# Fontein Rembrandtplein
De Fontein Rembrandtplein is een fontein in Amsterdam-Centrum.
De fontein werd geplaatst tijdens een grondige herinrichting van het Rembrandtplein in 2009. Die herinrichting had tot gevolg dat veel bossages, die een vrije uitkijk in de weg stonden werden gerooid, zodat het plein overzichtelijker werd en ook klantvriendelijker. Ook hekjes verdwenen, maar de aanwezige platanen bleven staan. De beeldengroep, gemodelleerd naar Rembrandts De Nachtwacht ontworpen door Mikhail Dronov en Alexander Taratynov, waarover elk jaar gepraat wordt of het kan blijven, verhuisde en ook het Rembrandtmonument van Louis Royer werd naar de andere kant van het plein verplaatst en gedraaid.
Bij de planning was er al een waterpark ingecalculeerd. Het werd gebouwd als een waterbak van natuursteen met vier dorpels, waarin een rotsblok van 22.000 kilo ligt. Er loopt weliswaar water over de steen, in het gebiedje van drie bij vier meter zijn ook “bedriegertjes” ingebouwd. Dit zijn waterspuwers, die onregelmatig water spuwen. Al in de eerste winter werkte de waterpartij niet meer; het vroor vast. In oktober 2013 liep er juist te veel water; het werd vergeleken met een kleine bergbeek, ze was op hol geslagen.

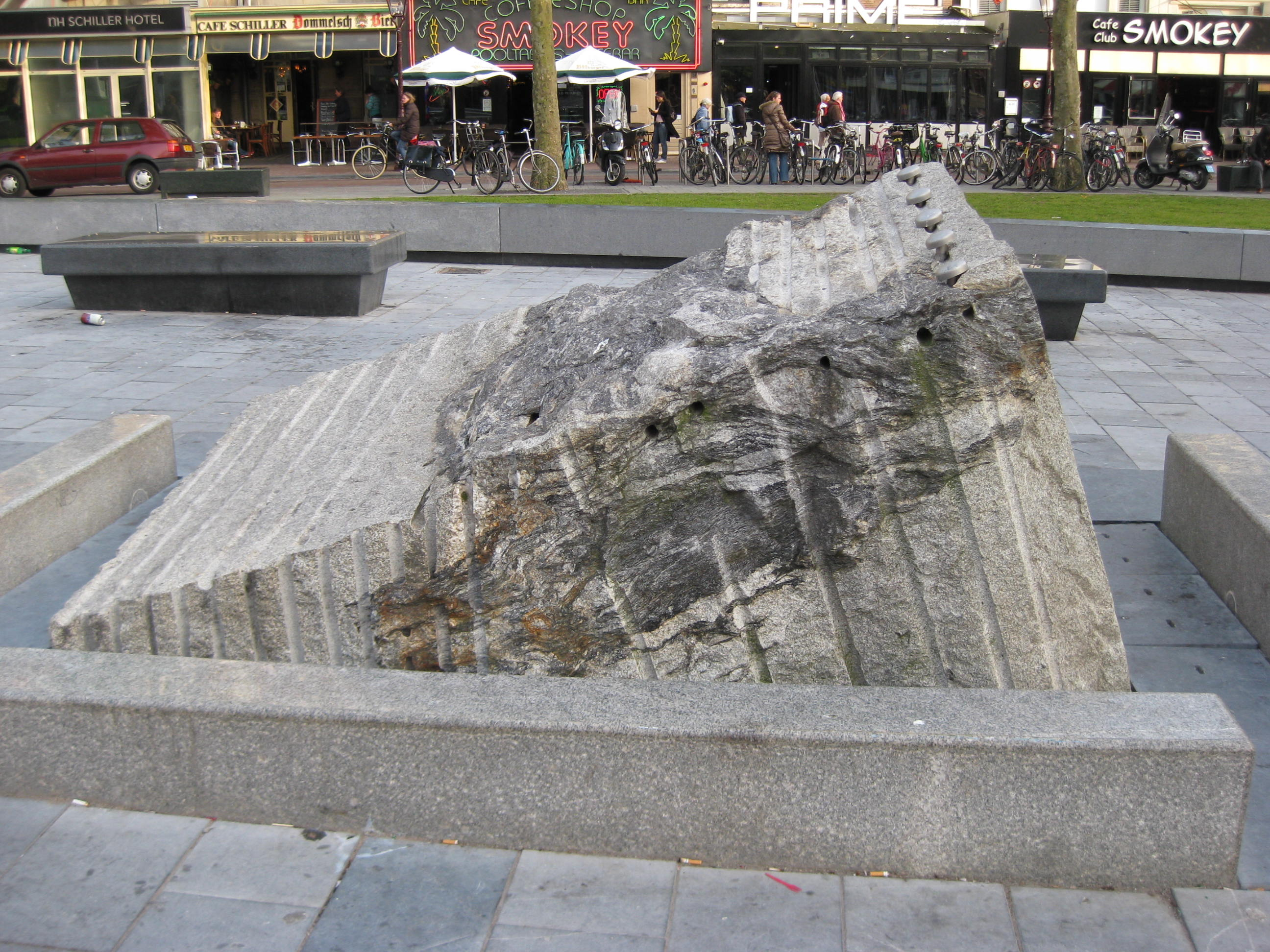
Fontein Rembrandtplein (2009)

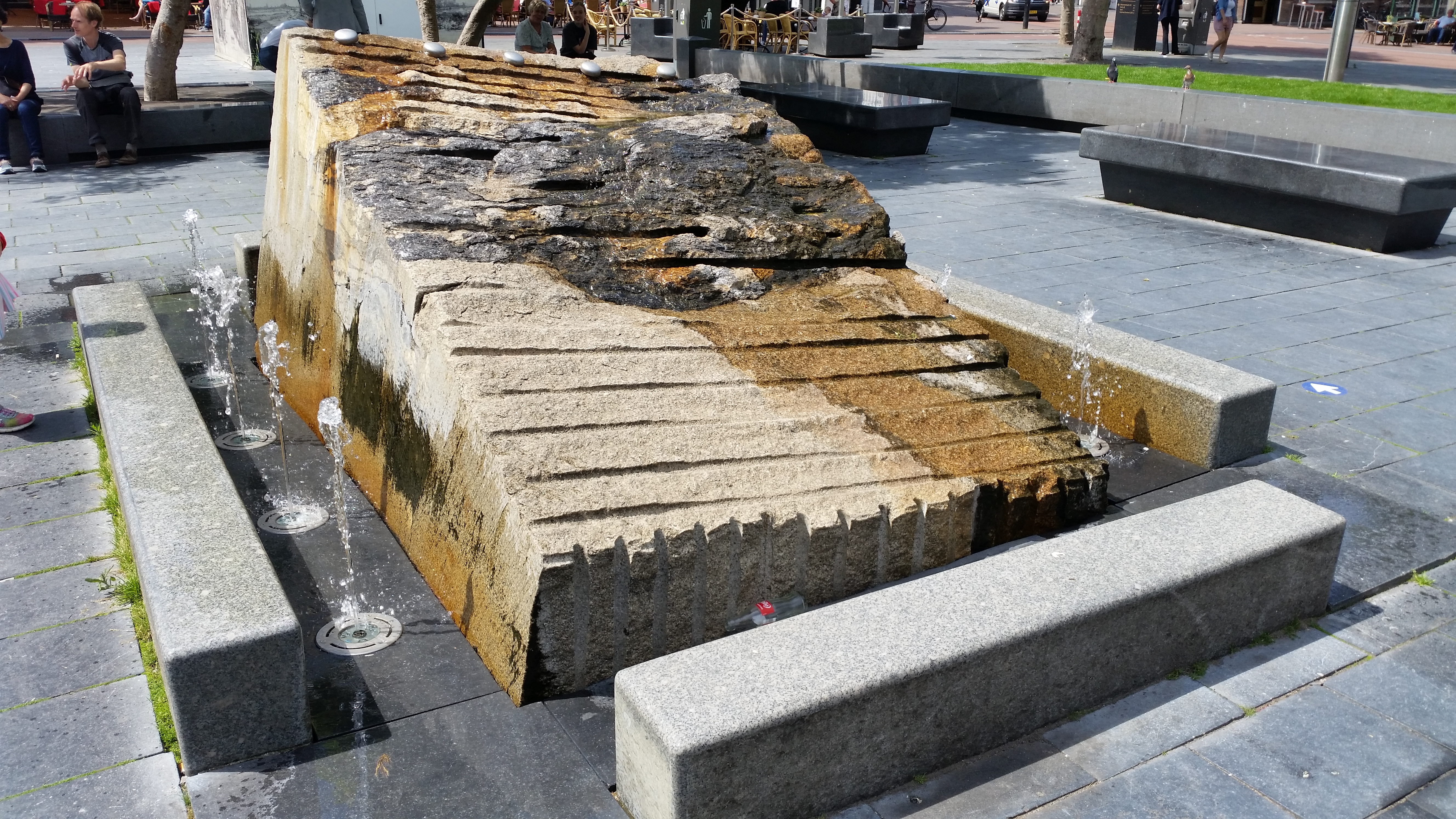
Werkende fontein Rembrandtplein (juni 2020)